# Saqueo de Atenas (267 d. C.)
El saqueo de Atenas del año 267 d. C. fue llevado a cabo por los hérulos, una tribu germánica que había invadido los Balcanes en aquella época. A pesar de la reciente fortificación de Atenas con una nueva muralla, los hérulos lograron capturar la ciudad y arrasaron gran parte de ella, antes de ser expulsados por los atenienses bajo el liderazgo del historiador Dexipo. El suceso dejó daños duraderos en los monumentos y estoas de la ciudad, y Atenas perdió su antigua gloria y eminencia, reduciéndose al área alrededor del Ágora romana, que fue cercada con una nueva muralla.